# David G. Goodman
Pour les articles homonymes, voir Goodman.
David G. Goodman (12 février 1946 – 25 juillet 2011), est un universitaire américain, auteur, éditeur et japonologue, professeur de littérature japonaise à l'Université de l'Illinois à Urbana-Champaign. 

## Publications (sélection)
Un aperçu statistique des ouvrages de et sur Goodman réalisé par l'OCLC/WorldCat, recense environ plus de 15 ouvrages dans plus de 40 publications en 2 langues et plus de 2500 fonds de bibliothèque. 
- After apocalypse: four Japanese plays of Hiroshima and Nagasaki, 1986
- Land of volcanic ash: a play in 2 parts by Sakae Kubo, 1988
- Long, long autumn nights: selected poems of Oguma Hideo, 1901-1940, 1989
- Five plays by Kunio Kishida, 1989
- Jews in the Japanese mind: the history and uses of a cultural stereotype, 1995
- Angura: posters of the Japanese avant-garde, 1999
- The return of the gods: Japanese drama and culture in the 1960s, 2003

## Source de la traduction
- (en) Cet article est partiellement ou en totalité issu de l’article de Wikipédia en anglais intitulé « David G. Goodman » (voir la liste des auteurs).